# Битка код Салсу
Битка на Салсуу се одиграла 612. у данашњој северној Кореја између трупа кинеске династије династије Суи на једној, и трупа корејске државе Гогурyео на другој страни. Представљала је кулминацију другог великог похода који је против државе Гогурјео предузела династија Суи, односно најамбициознији поход који је за вријеме своје владавине предузео цар Јанг.
Кинеска војска, која је по древним изворима бројила око 305.000 људи, је настојала прећи ријеку Салсу (данас познату као Ch'ongch'on); то је искористио корејски војсковођа Еулји Мундеоккоји је пре тога реку преградио импровизованом браном. У тренутку када су Кинези прелазили реку, Еулји је наредио да се брана отвори, те је изненадна бујица уништила кинеске трупе. Еулји је потом наредио напад коњицом на преживјеле те их је без милости гонио до кинеске границе; према класичним изворима, преживело је само 2700 кинеских војника. Тај је пораз за неколико деценија очувао независност државе Гогурјео, али је имао и значајне посљедице за Кину. Катастрофални пораз је потпуно уништио ауторитет цара Јанга и његове династије, те је подстакао низ устанака који ће за неколико година довести до пада династије Суи и успостављања династије Танг.
Уколико се подаци о губицима могу сматрати веродостојнима, битка на Салсуу се може сматрати једном од најкрвавијих класичних битака у историји.